# The Piano
The Piano er en australsk-fransk-newzealandsk dramafilm fra 1993 instrueret, produceret og skrevet af Jane Campion og med Holly Hunter, Harvey Keitel og Anna Paquin på rollelisten. Filmen var nomineret til otte Oscars og vandt tre, bedste kvindelige hovedrolle (Holly Hunter), bedste kvindelige birolle (Anna Paquin) og bedste origianle manuskript (Jane Campion). Desuden vandt filmen De Gyldne Palmer i Cannes.

## Plot
Den stumme Ada bliver i slutningen af 1800-tallet sendt til New Zealand for at indgå i et arrangeret ægteskab med godsejeren Stewart. Hun medbringer ikke bare sin datter, men også sit flygel, som manden dog efterlader på stranden. Naboen Baines, der er dækket med Maori-tatoveringer, redder instrumentet og køber det af Adas mand. Desuden laver har en særlig aftale med Ada, der gradvis fører til vækkelse af hendes skjulte drifter og fører til en eksplosiv konfrontation. 

## Medvirkende
- Holly Hunter som Ada
- Harvey Keitel som Baines
- Sam Neill som Stewart
- Anna Paquin som Flora
- Kerry Walker som Tante Morag
- Geneviève Lemon som Nessie
- Tungia Baker som Hira
- Ian Mune som Præst
- Peter Dennett som Sømand
- Te Whatanui Skipwith som Nihe
- Pete Smith som Hone
- Bruce Allpress som Den blinde klaverstemmer
- Cliff Curtis som Mana
- Carla Rupuha som Heni
- Mahina Tunui som Mere
- Hori Ahipene som Mutu
- Gordon Hatfield som Te Kori

## Priser
- Cannes 1993, Bedste kvindelige hovedrolle
- Cannes 1993, De Gyldne Palmer
- Oscar 1994, Bedste kvindelige hovedrolle
- Oscar 1994, Bedste kvindelige birolle
- Oscar 1994, Bedste original manuskript
- Bodil 1994, Bedste ikke-amerikanske film
- Robert 1994, Årets udenlandske film
- Golden Globes 1994, Bedste kvindelige hovedrolle (drama)